# Le Ciel en bataille
Pour plus de détails, voir Fiche technique et Distribution.
Le Ciel en bataille est un moyen métrage documentaire autobiographique réalisé en 2010 par Rachid B., coécrit avec Florent Mangeot, qui prend la forme d'un essai personnel et poétique.

## Synopsis
« Au chevet de son père malade, dans un dernier face à face silencieux, Rachid B. rappelle ses souvenirs les plus forts, ceux qui, tour à tour, l’ont construit ou conduit au pire. De son enfance au Maroc, de l’évocation de son homosexualité, de son rejet de la religion chrétienne jusqu’à sa récente conversion à l’islam, il nous livre avec franchise le récit de sa vie, de ses errances, des ruptures qui l’ont marqué. »
Le film de Rachid B. est l'histoire de sa vie, qu'il n'a jamais pu partager avec son père, et constitue « Une profonde exploration du désir et de la propre identité. »

## Fiche technique
- Titre : Le Ciel en bataille
- Auteur et réalisateur : Rachid B.
- Coauteur et monteur : Florent Mangeot
- Image : Arthur Forjonel
- Images Super 8 : Rachid B.
- Son et musique : Fabien Bourdier
- Production : Nord-Ouest Documentaires (Sylvie Randonneix)
- Coproduction : Intermezzo Films (Luc Peter et Isabelle Gattiker)
- En association avec Arte France - La Lucarne
- Avec la participation de la TSR
- Pays d'origine :  France
- Genre : documentaire
- Format : Beta Num
- Durée : 42 minutes
- Année de copyright : 2010
- Année de première diffusion : 2011
- Versions linguistiques existantes 
  - sous-titres anglais (titre : Wild Sky)
  - sous-titres allemands (titre : Der Himmel in Aufruhr)

## Distinctions

### Récompenses
- Meilleur film documentaire et meilleur réalisateur documentaire, LesGaiCineMad, Festival International du Film Gay et Lesbien de Madrid, Espagne, 2011.
- Mention spéciale, Salina Doc Fest, Italie, 2011.
- Mention Film court 2011, Les Écrans Documentaires, Arcueil, France, 2011.

### Festivals
- Visions du réel, Compétition Internationale, Moyens Métrages, Nyon, Suisse, 2011.
- États généraux du film documentaire, sélection Expériences du regard, Lussas, France, 2011[3].
- Gender DocuFilm Fest, Compétition Internationale, Rome, Italie, 2011[4].
- Salina Doc Fest, Mention spéciale, Compétition Internationale, Italie, 2011[5].
- DOK Leipzig, Festival international du film documentaire et du film d'animation de Leipzig, Programme International, Allemagne, 2011[6].
- LesGaiCineMad, Festival International du Film Gay et Lesbien de Madrid, Meilleur film documentaire et meilleur réalisateur de documentaire, Espagne, 2011[7].
- Festival International du Film Gay et Lesbien de Barcelone, nommé pour le Prix du meilleur Doc-LGTIB, Espagne, 2011[8].
- Les Écrans Documentaires, Mention, Compétition Courts-métrages, Arcueil, France, 2011[9].
- Mezipatra Queer Film Festival, République Tchèque, 2011[10].
- Festival international du court-métrage de Clermont-Ferrand, Compétition Nationale, France, 2012 [11].

## Projections
- Un soir à Lussas, CPC atelier de production, Bruxelles, Belgique, 2011[12].
- Comptoir du Doc, Les Champs Libres, Rennes, France, 2011[13].

## Télévision
Le film a été diffusé pour la première fois à la télévision le 19 septembre 2011 à 0h15 sur TSR2 et le 9 janvier 2012 à 0h35 sur ARTE.